# 城南高等学校 (岐阜県)
城南高等学校（じょうなんこうとうがっこう）は、岐阜県岐阜市にある私立高等学校。通信制普通科（単位制）、調理科、製菓科があるが、調理科・製菓科が中心である。2008年（平成20年）4月1日開校。元々は岐阜調理専門学校と向陽台高等学校が技能連携を行っていた。岐阜調理専門学校卒業時に向陽台高等学校岐阜調理科として高校卒業資格を与えるものであった。普通科を新設し、石井学園により単独の高等学校となったのが城南高等学校である。

## 学校概要
学校法人石井学園が運営する。
調理科と製菓科はダブルスクール（技能連携制度）を行っている。調理科・製菓科に入学した生徒は、技能連携施設である城南高等専修学校の調理科・製菓科に同時に入学する。城南高等専修学校の専門教育の単位が城南高等学校の卒業単位として認定される。これにより、城南高等学校を卒業すると調理師免許、製菓衛生師免許、製菓衛生師受験資格を取得できる。なお、城南高等専修学校は城南高等学校と実質一体化しており、城南高等専修学校のみの入学はできない。

## 校訓
校訓の「HOPE」は、Heart、Originality、Progress、Enjoyの頭文字を取ったものである。

## 沿革
ここでは、前身といえる岐阜調理師学校（現在の岐阜調理専門学校）についても一部記述する。
- 1968年（昭和43年） - 石井学園により岐阜市東金宝町に岐阜調理師学校が開校する。
- 1973年（昭和48年） - 岐阜市高砂町に移転。
- 1976年（昭和51年） - 岐阜調理師学校を岐阜調理専門学校に改称する。
- 1985年（昭和60年） - 向陽台高等学校との技能連携を開始。
- 1992年（平成4年） - 岐阜調理専門学校の姉妹校として岐阜市細畑に岐阜東調理専門学校が開校する。
- 1995年（平成7年） - 岐阜東調理専門学校が岐阜調理高等専修学校に改称し、新校舎完成。この校舎が現在の城南高等学校・城南高等専修学校である。
- 2005年（平成17年） - 岐阜調理高等専修学校が岐阜調理製菓高等専修学校に改称する。
- 2008年（平成20年） - 城南高等学校が開校する。普通科を新設し、岐阜調理製菓高等専修学校の調理科・製菓科を城南高等学校に移管する。岐阜調理製菓高等専修学校は城南高等専修学校に改称し、城南高等学校技能連携施設となる。

## アクセス
- 名鉄各務原線 細畑駅より徒歩で約5分。